# Джонатан Осоріо
Джонатан Осоріо (англ. Jonathan Osorio, нар. 6 грудня 1992, Торонто) — канадський футболіст, півзахисник клубу «Торонто»   та національної збірної Канади.

## Клубна кар'єра
Народився 6 грудня 1992 року в місті Торонто. Вихованець футбольної школи клубу «Торонто». На дорослому рівні розпочав грати за клуб «СК Торонто» в канадській футбольній лізі (англ. Canadian Soccer League) в 2012 році, де він провів успішний сезон, посівши друге місце в гонці бомбардирів і допоміг клубу закінчити регулярний сезон на третьому місці. Після успішного дебютного сезону він був нагороджений званням новачок року в CSL.
З початку 2013 року став виступати за «Торонто». 9 березня 2013 року у поєдинку проти «Спортінг Канзас-Сіті» він дебютував у MLS. 30 березня у матчі проти «Лос-Анджелес Гелексі» Джонатан забив свій перший гол за «Торонто». Після закінчення сезону Джонатан підтримував форму, тренуючись у складі англійського "Гаддерсфілд Таун та німецького «Вердера», проте залишився в рідній команді.

## Виступи за збірні
2011 року у складі молодіжної збірної Канади виступав на молодіжному кубку КОНКАКАФ у Гватемалі. На турнірі він зіграв у матчах проти однолітків з Гваделупи, Коста-Рики та Мексики, а команда дійшла до чвертьфіналу турніру.
29 травня 2013 року дебютував в офіційних іграх у складі національної збірної Канади в товариському матчі проти збірної Коста-Рики. Через місяць Хонатан потрапив в заявку національної команди на Золотий кубок КОНКАКАФ 2013 року. На турнірі він зіграв у матчах проти збірних Мартиніки, Мексики та Панами.
У 2015 році Осоріо потрапив у заявку збірної на участь у Золотому кубку КОНКАКАФ. На турнірі він зіграв у матчах проти збірних Коста-Рики та Ямайки.
22 січня 2017 року в поєдинку проти збірної Бермудських островів Осоріо забив свій перший гол за національну команду. Того ж року у складі збірної був учасником розіграшу Золотого кубка КОНКАКАФ 2017 року у США.
Наразі провів у формі головної команди країни 17 матчів, забивши 1 гол.
| Дата       | Місто    | Господарі | Результат | Гості      | Турнір           | Голи | Примітки |
| ---------- | -------- | --------- | --------- | ---------- | ---------------- | ---- | -------- |
| 28/05/2013 | Едмонтон | Канада    | 0 – 1     | Коста-Рика | товариський матч | -    |          |
| Усього     |          | Матчів    | 1         |            | Голів            | 0    |          |

## Досягнення
- Чемпіон Канади: 2016, 2017